# Tim Hardin
James Timothy "Tim" Hardin, född 23 december 1941 i Eugene, Oregon, död 29 december 1980 i Los Angeles, Kalifornien, var en amerikansk sångare, gitarrist, låtskrivare inom folk och folkrock.
Hardin är främst känd som låtskrivare. Hans mest kända låt är förmodligen "If I Were a Carpenter" som var en stor hit för Bobby Darin 1966. Han fick sin enda egna hit med "Simple Song of Freedom" 1969 (som i sin tur skrivits av Darin). Samma år uppträdde han på Woodstockfestivalen. Hardin dog av en överdos heroin 1980.

## Diskografi
Album
- 1966 – Tim Hardin 1
- 1967 – This Is Tim Hardin
- 1967 – Tim Hardin 2
- 1968 – Tim Hardin 3 Live in Concert
- 1970 – Suite for Susan Moore and Damion: We Are One, One, All in One
- 1971 – Bird on a Wire
- 1973 – Archetypes
- 1973 – Painted Head
- 1974 – Nine
- 1981 – The Shock of Grace
- 1987 – The Homecoming Concert
- 1996 – Simple Songs